# Jancko Douwama
Jancko Douwama van Oldeboorn (Oldeboorn, ca. 1482 – Vilvoorde, 13 april 1533) was een Fries politicus, een Vetkopers hoofdeling.
Toen de Schieringers onder aanvoering van Juw Dekama de hulp van de Saksen inriepen, verliet hij Friesland. Hij keerde in 1502 terug en werd één der leiders van de vetkoperse Friezen in de Saksische tijd. In 1506 vestigde hij zich in Feerwerd, na te zijn getrouwd met Teth Luersema van de Olt Luersemaheerd van Beswerd. Hij sloot zich aanvankelijk aan bij hertog Karel van Gelre (1514), maar Douwama's strijd om de Friese vrijheid te handhaven strookte niet met de bedoelingen van de hertog en hij raakte in 1520 in ongenade. Hij hielp Karel V bij de verovering van Friesland. Hij werd door beide partijen als verrader gewantrouwd. Hij kwam tegenover de stadhouder Georg Schenck van Toutenburg te staan, die, tezamen met Keimpe van Martena, zijn ondergang bewerkte. Douwama stond ook in contact met graaf Edzard I van Oost-Friesland. Op 12 juni 1523 werd hij gevangengezet in Vilvoorde, waar hij zonder proces na tien jaar ontberingen en martelingen overleed. Zijn ideeën leefden voort bij Syds Tjaerda en Karel Roorda, en hij wordt genoemd door Petrus Thaborita.
Tijdens zijn gevangenschap in Vilvoorde heeft hij Memoires geschreven in zes delen, waarvan in 1999 uit een nalatenschap van Corneille Stroobant de laatste bekend werd: "Instructie voor syn kinderen". De andere zijn "Boeck der Partijen", "Articulen van Foeantwording", "Instructie an syn wijff", "Tractaat van sijner rekenscop" en "Handel sedert 1520".  De vijf eerstgenoemde geschriften zijn uitgegeven door het Friesch Genootschap, (1830-)1849. In 1943 publiceerde de nationaalsocialistische uitgeverij De Schouw een roman over zijn leven, Heer Jancko Douwama van Oldeboorn, van de hand van de Friese dominee Steffen Bartstra. 
Het Kruis- of Doumaleen, sinds 1990 een stichting, beheert het leen, dat in elk geval al sinds 1520 begeven werd door de eigenaar van de Doumastate. Volgens de stichting was er nog in 1648 een familieband tussen de familie Douwama en het leen.

## Geschriften
- Jancko Douwama's geschriften, uitg. door het Provinciaal Friesch Genootschap, dl. 1: Boeck der partijen. Articulen van foerantwording. Instructie an sijn wijff. Tractaet fan sijner rekenscop. Handel sedert 1520 In IV quartieren, Workum 1830
- Jancko Douwama's geschriften, uitg. door het Povinciaal Friesch Genootschap, dl. 2: Voorwoord. Beschrijving van de handschriften van Jancko Douwama. Iets over Jancko Douwama's familie, afkomst en eerste levensjaren, Leeuwarden 1849
- M. Kist en H. Wind, Een man van eer, Bloemlezing uit Jancko Douwama's geschriften, Uitgeverij Verloren, Hilversum 2003